# 살바토르 문디
살바토르 문디(라틴어: Salvator Mundi)는 세상의 구세주라는 뜻으로 예수를 지칭한다. 주로 예술 작품의 이름으로 사용되고 있다.
2017년 레오나르도 다 빈치의 해당 이름을 가진 회화 작품이 경매 사상 최고액으로 낙찰되었다.